# Розсвіт (Омутинський район)
Розсві́т (рос. Рассвет) — селище у складі Омутинського району Тюменської області, Росія.
Населення — 49 осіб (2010, 68 у 2002).
Національний склад станом на 2002 рік:
- росіяни — 96 %